# Liste der Monuments historiques in Estrées (Nord)
Die Liste der Monuments historiques in Estrées (Nord) führt die Monuments historiques in der französischen Gemeinde Estrées auf.

## Liste der Objekte
| Bezeichnung                              | Beschreibung                | Standort               | Kennzeichnung | Schutzstatus | Datum | Bild |
| ---------------------------------------- | --------------------------- | ---------------------- | ------------- | ------------ | ----- | ---- |
| Taufbecken                               | Sandstein, 1545             | in der Kirche St-Sarre | PM59002557    | Inscrit      | 1975  |      |
| Altar und Tabernakel                     | Eichenholz, 19. Jahrhundert | in der Kirche St-Sarre | PM59002553    | Inscrit      | 1975  |      |
| Retabel des Hauptaltars                  | Holz, 19. Jahrhundert       | in der Kirche St-Sarre | PM59002554    | Inscrit      | 1975  |      |
| Vier Kerzenständer                       | Bronze, 19. Jahrhundert     | in der Kirche St-Sarre | PM59002555    | Inscrit      | 1975  |      |
| Gemälde Die Kommunion des heiligen Sarre | auf Holz, 17. Jahrhundert   | in der Kirche St-Sarre | PM59002556    | Inscrit      | 1975  |      |
| Weihwasserbecken                         | Sandstein, 1539             | in der Kirche St-Sarre | PM59002558    | Inscrit      | 1975  |      |
| Fünf Kapitelle aus der alten Kirche      | Stein, 14./15. Jahrhundert  | in der Kirche St-Sarre | PM59002559    | Inscrit      | 1975  |      |